# グレゴリウス8世 (対立教皇)
グレゴリウス8世（? - 1140年）は、ローマ教皇であるゲラシウス2世・カリストゥス2世の対立教皇である（在位：1118年3月8日 - 1121年）。

## 生涯
フランス中西部のリモージュの出身。クリュニー修道院で勉学した。ベネディクトで修道士となり、1098年にコインブで司教に叙任される。1111年にブラーガで司教に叙任された。時の教皇であるパスカリス2世に気に入られ、1117年に神聖ローマ皇帝ハインリヒ5世と対立してイタリア中南部のベネヴェントに亡命していたパスカリス2世の教皇特使としてローマに派遣され、ハインリヒ5世と叙任権における交渉を務めた。ところが交渉の最中に、ハインリヒ5世側に寝返っている。このためパスカリス2世の怒りを買い、破門された。
1118年1月21日にパスカリス2世が死去すると、3月8日にハインリヒ5世によって教皇に擁立された。これがグレゴリウス8世である。しかし教皇になったときにはすでに高齢だったことから周囲より支持を得られず、しかもパスカリス2世の跡を継いだゲラシウス2世が1119年1月29日に死去し、跡を継いだカリストゥス2世はハインリヒ5世と和睦の道を模索したため、逆にグレゴリウス8世はハインリヒ5世より邪魔者と見なされてスゥトリに追放された。そして追放先で現地住民の手によってカリストゥス2世に身柄を引き渡されたのである。
カリストゥス2世はグレゴリウス8世を徹底的に辱め、彼をラクダの背に後ろ向きでくくりつけてローマ市中を引き回した。さらに修道院で終身監禁刑に処し、グレゴリウス8世は1140年に死去した。
グレゴリウス8世の人柄と事跡について「その偉大な業績にゆえ賞賛されたであろうに、己の栄誉のために大罪を犯した」と述べられている。